# Joschka und Herr Fischer
Joschka und Herr Fischer ist ein deutsches Filmporträt aus dem Jahr 2011. Im Zentrum steht der ehemalige grüne Außenminister Joschka Fischer. Der Regisseur Pepe Danquart verwebt einen umfangreichen Monolog des Politikers mit Interviews und Schilderungen zur deutschen Geschichte nach 1945.
Wesentliche Aspekte des 140-minütigen Werks sind Fischers Jugend in der Kleinstadt Langenburg bei Schwäbisch Hall, die Radikalisierung der Studentenbewegung in Frankfurt und Berlin, seine Zeit als erster grüner Umweltminister in der hessischen Landesregierung unter Holger Börner ab 1985 sowie die Zeit als deutscher Außenminister.
Zu den Interviewten neben Joschka Fischer gehören Daniel Cohn-Bendit, Katharina Thalbach, Hans Koschnick, die Fehlfarben, Roger de Weck, Johnny Klinke und andere. Als Drehorte nutzt der Film den Spreepark im Plänterwald, den neuen Tresor und einschlägige Lokale der Frankfurter Politszene.
Zum Start im Mai 2011 erhielt der Film eher negative Besprechungen. Die Zeit lobte die Bilder, bemängelte aber eine gewisse „Lobhudelei“. Die Süddeutsche Zeitung kritisierte, dass der Film jede Distanz zum Gegenstand seiner Erzählung vermissen lasse, und die FAZ beanstandete den kritiklosen Ansatz und die lückenhafte Wiedergabe der Geschehnisse.